# Præsident-, parlaments- og lokalvalget i Mexico 2024
Præsident-, parlaments- og lokalvalget i Mexico 2024 blev afholdt 2. juni 2024. Til valget skulle der både vælges en præsident, 628 medlemmer af parlamentet, heraf 128 senatorer og 500 kongresmedlemmer, 9 guvernører og 20.000 andre politiske poster på lokalt plan. Undervej blev valget suspenderet i to kommuner på grænsen til nabolandet Guatemala pga. narkokartellers voldshandlinger. Siden valgkampen startede 1. marts er 38 kandidater blevet dræbt, heraf to på selve valgdagen. Der var udstationeret 27.000 soldater og hjemmeværnsfolk i forbindelse med valget.

## Kandidater
Blandt kandidaterne til præsidentposten var Jorge Álvarez Máynez (en), der sidder i underhuset, Claudia Sheinbaum, der har været borgmester i Mexico City og Xóchitl Gálvez (en), der sidder i senatet. Den siddende præsident Andrés Manuel López Obrador, hvis embedsperiode slutter 30. september 2024, kan ifølge den mexicanske forfatning ikke genopstille. Den valgte præsidents termin er på seks år.

## Resultat
Claudia Sheinbaum vandt præsidentvalget med næsten 58,4 % af stemmerne, Gálvez fik ca. 28 % og Máynez 10 % af stemmerne. Hun forventes at tiltræde embedet 1. oktober. Sheinbaum bliver Mexicos første kvindelige præsident.